# Child 44 (phim)
Child 44 là một bộ phim chính kịch ly kỳ 2015 do Daniel Espinosa đạo diễn, kịch bản của Richard Price dựa trên cuốn tiểu thuyết cùng tên của Tom Rob Smith. Phim có sự tham gia của dàn diễn viên Tom Hardy, Gary Oldman, Noomi Rapace, Joel Kinnaman, Paddy Considine, Jason Clarke và Vincent Cassel. Phim công chiếu ngày 17 tháng 4 năm 2015. Cả tiểu thuyết gốc và him đều được chuyển thể gần sát với vụ giết người hàng loạt ở Liên Xô do Andrei Chikatilo thực hiện. Phim chỉ thu về 13 triệu USD so với kinh phí 50 triệu USD.